# Hof van Arkel
Het Hof van Arkel was een kasteel of hof in de Nederlandse stad Tiel, provincie Gelderland. Het lag bij de voormalige Burense Poort in het noordwesten van het centrum van Tiel, langs de Hoogeindsestraat en Oliemolenwal. In dit gebied bestaat sinds 1957 ook een straat met de naam Hof van Arkel, ter herinnering aan het middeleeuwse hofcomplex.

## Geschiedenis
In 1202 was de Burcht van Tiel verwoest. Voor de machthebbers in Tiel betekende dit dat ze voorlopig hun intrek moesten nemen in burgerhuizen. In opdracht van Jan I van Brabant kocht Johan de Cocq daarom in 1274 met de opbrengsten uit de tol drie huizen aan die naast zijn eigen grond waren gelegen. De huizen werden in het laatste kwart van die eeuw omgebouwd tot het nieuwe hof van de Brabantse hertogen.
In 1339 werd Tiel onderdeel van Gelre en kwam het hof dus in eigendom van de hertog van Gelre. In 1400 verkocht hertog Willem van Gelre het hof aan Jan van Arkel; in 1356 was immers het nieuwe kasteel Tolhuis gereed gekomen en het oude hof werd dus niet meer door de hertog gebruikt. De familie Van Arkel gaf zijn naam aan het kasteel, maar raakte het door de Arkelse Oorlogen al snel weer kwijt. Het huis werd nu een Lathums leen.
De familie De Cocq bezat in de 17e eeuw de naastliggende panden. Rond 1647 verbouwden zij hun eigen woonhuis en tussen 1654 en 1664 kochten zij het oude hof aan. De meeste gebouwen werden gesloopt en door nieuwbouw vervangen, met uitzondering van een toren.
Via vererving kwam het in bezit van de familie Van Borsselen. In 1774 werden de bezittingen aangekocht door H.J. van Galen.
In 1897 vond er nieuwbouw plaats door eigenaar R.A. Hey, waarbij het 17e-eeuwse huis van de familie De Cocq gedeeltelijk werd verbouwd tot pakhuis. Hierbij werd de toren gesloopt.
Tijdens de Tweede Wereldoorlog werd het complex verwoest doordat Duitse soldaten het gebouw opbliezen en in brand staken. Na de oorlog werd het terrein opnieuw bebouwd, waarbij de restanten van de voorgaande bebouwing grotendeels zijn weggebroken.

## Archeologisch onderzoek
In 2011 en 2012 is op de locatie archeologisch onderzoek verricht vanwege nieuwbouwplannen. Bij dit onderzoek zijn muurresten aangetroffen vanaf circa 1300 tot in de 20e eeuw. Hierbij bleken de drie bewoningsfases herkenbaar: het middeleeuwse hof van de hertog van Brabant en Jan van Arkel, het 17e-eeuwse woonhuis van de familie De Cocq, en de bebouwing vanaf 1897.
Een deel van de restanten is in de bodem bewaard gebleven, terwijl een deel is verwijderd ten behoeve van de geplande nieuwbouw.
Aalst · Aardenburg · Acquoy · Aerdt · Agistaldaburg · Ahof · Aldenhaag · Aller · Ambe · Ammersoyen · Ampsen · Andelst · Angeroyen · Appelburg · Appelse walburg · Appeltern · Arler · Baak · Babberich · Baer · Baerle · Bakerbosch · Balgoij · Barlham · Batenburg · Beek · Beerenclaauw · Bemmel · Bevervoorde · Bergh · Biljoen · Bingerden · Blankenborg (Laren) · Blankenborg · Blauwe Huis · Blokhuis (Ravenswaaij) · Boelenham · Boetselaersborg · Borculo · Boswaai · Brakel · Den Brakel · Den Bramel · Bredevoort · Broekhuizen · Bronkhorst · Bruchem · Bruinhorst · Brunsberg · Bulkestein · Bunswaard · Burcht van Tiel · Buren · De Buurse · Byland · Byvanck · Caetshage · Camphuysen · De Cannenburch · de Cloese · Coldenhove · Culemborg · Dedinckweerd · Delwijnen · Didam · Diepenbroek · Hof te Dieren · Huis Dijck · Dikke Tinne · Doddendaal · Dodewaard · Doornenburg · Doornik · Doorwerth · Dooyenburg · Dorth · Doseburg · Drakenburg · Dreumel · Druten · Duivelshuis · Eerbeek · De Ehze · Elburg · Eldrik · Emmerik · Engelenburg · Groot Engelenburg · Engelrode · Enghuizen · Enspijk · De Essenburgh · Essenpas · Est · Fokkinck · Gameren · Geerestein · Geldermalsen · De Gelderse Toren · Geldersweerd · Gellicum · Gendt · Gennepestein · Glindhorst · Goudenstein · ‘s-Grevenhoef · Groot Hell · Groenlo · Groesbeek · Huis te Groesbeek · Grunsfoort · Gulden Spijker · Hackfort · Hackforts Veenhuis · Hagen · Hagevoort · Hamerden · Hanepol · Harreveld · Harslo · Hassink · Het Haveke · Hedel · Heeckeren · De Heegh · Hees · De Heest · Hellouw · Hemmen · Hernen · Motte van Hernen · Heumen · Heusden · Hoekelum · Hoekenburg · De Hoeve · De Hof · Hof d'Ooy · Hof van Arkel · Huis het Holt · Holthuis · Het Holtslag · Ter Horst · Houberg · St. Hubertus · Huissen · Hulhuizen · Hulkestein · Hulsen · Hunneschans bij De Duno · Hunneschans bij Uddel · Jonker Bloo · 't Joppe · De Kamp · Karssenberg · Kemnade · Keppel · Kermestein · Kernhem · Kervel · Kiefskamp · De Kinkelenburg · Klein Enghuizen · Kleverburg · Kortenhoeve · Laag Helbergen · Lakenburg · Landfort · Langen · Latenstein · De Lathmer · Lathum · Ter Lede · Leegpoel · Leemcuyl · Leeuwen · Leeuwenbergh · Lensenburg · Lent · Leur · Leuvenum · Leyenburg · Lichtenvoorde · Lievenstein · Loenen · Loevestein · Loil · Loowaard · Luynhorst · Hof te Maasbommel · Magerhorst · Malburgen · Malderburcht · Malsen · Manhorst · Marhulsen · De Marsch · Marveld · Mathena · Maurik · Medel · Medestein · 't Medler · Meinerswijk · De Mellard · Mensink · Mergelp · Meteren · 't Meyerink · Middachten · Millingen · Mussenberg · Nagelhorst · Nederhagen · Nederhemert · Neerijnen · Huis Neerijnen · De Nesch · Nettelhorst · Nieuwe Blokhuis ·  Nijburg · Nijenbeek · Old Putten · Notenstein · Nye Huis · Olde Spijker · Oldenaller · Oldenhof (Driel) · Oldenhof (Heteren) · De Ooij · Oolde · Oud Oolde · Oosterhout · Ophemert · Opijnen · Oud Ampsen · Oude Blokhuis · Het Oude Loo · Oude Voorst · Oudenborch · Oud-Wisch · Huis te Overasselt · Overeng · Overhagen · Overlaar · 't Oye · Palmestein · De Parck · Persingen · Plekenpol · Ploen · Pluimenburg · Poederoijen · Poelwijck · Poelwijk · De Pol (Dreumel) · Huis de Poll (Huis te Gietelo) · De Poll (Huissen) · Pollenbering · Pollenstein · Puttenstein · Het Raasink · Ravenhorst · De Rees · Ressen · Reuversweerd · Reygersfoort · Rhijnestein · Huis Rijswijk · Rode Toren · Roode Wald · Rosande · Rosendael · Rossum · Rumpt · Ruurlo · Rijsselt · Schadewijk · Schaffelaar · Scherpenzeel · Schoonbroek · Schoonderbeek · Schoonenburg · Schuilenburg · Schuilkerke · Hof te Seelbeek · Sevenaer I · Sevenaer II · Sinderen (Oude IJsselstreek) · Sinderen (Voorst) · Slangenburg · Sleeburg · Slimsijp · De Snor · Soelen · Spaansweerd · Spaldorp · Spijk · Staverden · Sterkenburg · Swanepol · Tarthorst · Teisterbant (Kerk-Avezaath) · Teisterbant (Kerkdriel) · Ter Dicke · Tolhuis · Tolhuis (Tiel) · Tollenburg · Tongerlo · Toren van Wely · Tuil · Ubbergen · Uilenburg (Ewijk) · Uilenburg (Heteren) · Ulenpas · Ulft · Upladen · Valburg · Valkhofburcht · Valkhofpalts · Vanenburg · Varik · Hof te Varsseveld · 't Velde · Velhorst · Verwolde · Vierakker · De Voorst · Voorstonden · Vorden · Vosbergen · Vredenburg · Vredestein (Driel) · Vredestein (Ravenswaaij) · Vuren · Waardenburg · Waddestein · Wadenoijen · Waede · Wageningen · Walfort · 't Waliën · De Wardt · Watergoor · Watermeerwijk · Wayenstein (Huis te Herwijnen) · Well (Huis van Malsen) · Weijenrade · Westenburg · Westerholt · Weurt · De Wiersse · Wijenburg (Echteld) · De Wildenborch · De Wildt · Wilp · Wilperhorst · Winssen · Wisch · Wychen · Wolfswaard · Woolbeek · Yrst · IJzendoorn · Zeeland · Zilveren Spijker · Zuilichem · Zwaluwenburg · Zwanenburg (Heerde) · Zwanenburg (Megchelen)
Burcht van Tiel · Burense Poort · Dampoort · Hof van Arkel · Huchtpoort · Strotoren · Tolhuis · Waterpoort · Westluidense Poort · Zandwijckse Poort